# Stig Ericson
Stig Ericson (* 1929 in Stockholm; † 1986) war ein schwedischer Kinderbuchautor und Musiker.
Im Großteil seiner Bücher versucht er dem Leser das Leben und Schicksal der nordamerikanischen Indianer näherzubringen. 1970 wurde er mit der Nils-Holgersson-Plakette ausgezeichnet.

## Werke (Auswahl)
- Der rote Sturm
- Die Abenteuer der Weißen Feder
- Roter Weg (Den röda vägen, 1977)
- Sturm über Bluewater
- Indianerjunge Kleiner Wolf
- Der kleine und der große Jäger

Dan Henry - Reihe
- Dan Henrys flykt (dt. Dan Henrys Flucht)
- Var på din vakt, Dan Henry
- Dan Henry i vilda västern (dt. Dan Henry im wilden Westen)
- Blås till attack, Dan Henry (dt. Blas Zum Angriff, Dan Henry)
- Eld ska flamma, Dan Henry

| Personendaten    | Personendaten                            |
| ---------------- | ---------------------------------------- |
| NAME             | Ericson, Stig                            |
| KURZBESCHREIBUNG | schwedischer Kinderbuchautor und Musiker |
| GEBURTSDATUM     | 1929                                     |
| GEBURTSORT       | Stockholm                                |
| STERBEDATUM      | 1986                                     |